# Retrocés (pel·lícula)
Retrocés  (títol original: Recoil) és una pel·lícula policíaca i d'acció  estatunidenca dirigida per Art Camacho, estrenada l'any 1998. Ha estat doblada al català.
Escrit per Richard Preston, Jr., el film explica la història de Sloan, interpretat per Richard Foronjy que fa el paper d'un pare que vol venjar la mort del seu fill mort per Morgan (Gary Daniels) i quatre policies més. El film va ser produït per Richard Pepin i Joseph Merhi. Va ser rodat en anglès a Los Angeles, i difós el 5 de març de 1998 a Finlàndia. El film va sortir a la majoria de països directament en vídeo.

## Argument
Vincent Sloan (Richard Foronjy) un cap màfia criminal de Los Angeles té tres fils. Marcus, el més jove assalta un banc (Bank robbery). La policia arriba i Marcus que porta una caputxa intenta escapar-se en cotxe,
Després d'una carrera i persecució, Marcus és atrapat i mort per cinc oficials del departament de policia de Los Angeles. Morgan (Gary Daniels) treu la caputxa i els agents de policia veuen que és un jove delinqüent.
Un transeünt té temps de filmar-ho i les imatges es passen a la televisió. Sloan veu el seu fill a les notícies. Jura venjança immediatament i encarrega els seus altres fills de matar els cinc homes responsables. Ordena igualment robar el cos del seu fill. Els dossiers de Marcus desapareixen del la comissaria. Morgan està persuadit que hi ha una ovella negra al si de la policia.

## Repartiment
- Gary Daniels: Detectiu Ray Morgan
- Gregory McKinney: Detectiu Lucas Cassidy
- Thomas Kopache: Capità Trent, el cap de policia corrupte
- John Sanderford: Inspector en Cap Arnold 'Cat' Canton
- Billy Maddox: Senyor Brown
- Kelli McCarty: Tina Morgan
- Maurici Lamont: Alex Boorman, Oficial
- Richard Foronjy: Vincent Sloan, el cap de la màfia
- Robin Curtis: Julie Sloan, la dona de Sloan
- Michael Alaimo: Pare Navarra
- Christopher Boyer: Abercrombie
- Vincent DePalma: Nicholas Sloan

## Llocs del rodatge
El film va ser rodat a la 1010 S. Flower St, 308 S Santa Fe Avenue, 434 S Hill St, 6th Street Bridge, E 6th St & Mateo St, i a la Power Generating Station de la Sun Valley, a Los Angeles, a Califòrnia, Estats Units.

## Rebuda
El lloc web Schnittberichte.com saluda l'acció, però troba que les escenes duren sovint massa temps. Per contra critica l'actuació de Daniels.
L'emissió Lexikon des internationalen Films dona un judici mediocre. Encara que el film començava « massivament », acaba « avorrint ».
L'Enciclopèdia del film internacional (Lexikon dels internationalen Films) ha criticat fort el film. Els editors han vist un « film d'acció, que es caracteritza per exageracions escandaloses on totes les ocasions generen una tensió per nombroses inversemblances».